# Копринка
Копри́нка (болг. Копринка) — село в Болгарии близ одноимённого водохранилища. Находится в Старозагорской области, входит в общину Казанлык. Население составляет 2 788 человек.
У села Копринка на берегу водохранилища проходят многотысячные соборы болгарского движения русофилов.

## Политическая ситуация
В местном кметстве Копринка, в состав которого входит Копринка, должность кмета (старосты) исполняет Йорданка Вылкова Иванова (коалиция в составе 5 партий: Демократы за сильную Болгарию (ДСБ), Земледельческий народный союз (ЗНС), Демократическая партия Болгарии (ДП), Союз свободной демократии (ССД), Союз демократических сил (СДС)) по результатам выборов правления кметства.
Кмет (мэр) общины Казанлык — Стефан Христов Дамянов (инициативный комитет) по результатам выборов в правление общины.